# Immunfluorescens
Immunfluorescens är en metod för att analysera antigener eller antikroppar i vävnad. Detta sker genom att  använda antikroppar med fluorescensfärg.

## Direkt immunfluorescens
Direkt immunfluorescens använder en enstaka primär antikropp som är kemiskt bunden till en fluorofor. Den primära antikroppen känner igen antigenen och binder till en specifik punkt som kallas epitope. Sedan kan fluoroforet detekteras via ett fluorescerande mikroskop.

## Indirekt immunfluorescens
Indirekt immunfluorescens använder två antikroppar, den primära är omärkt och binder till target molecule medan den sekundära bär på fluoroforet och känner igen samt binder till den primära antikroppen. Flera sekundära antikroppar kan binda till en enstaka primär antikropp.